# Vana-Sonda
Vana-Sonda est un village de la commune de Sonda du comté de Viru-Est en Estonie.
Au 31 décembre 2011, il compte 15 habitants.